# 3013 Dobrovoleva
3013 Dobrovoleva eller 1979 SD7 är en asteroid i huvudbältet som upptäcktes den 23 september 1979 av den rysk-sovjetiske astronomen Nikolaj Tjernych vid Krims astrofysiska observatorium på Krim. Den har fått sitt namn efter astronomen Oleg Vasiljevitj Dobrovolskij (1914–1989).
Asteroiden har en diameter på ungefär tio kilometer.